# Cynthia Lenige

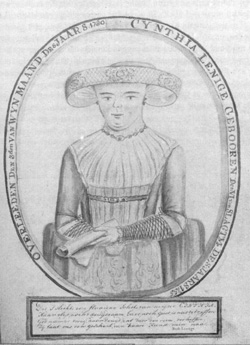
Cynthia Lenige auf einer Zeichnung ihres Vaters Dirk Lenige um das Jahr 1782

Cynthia Lenige, auch Kynke Lenige (* 6. November 1755 in Makkum, Friesland, Republik der Sieben Vereinigten Provinzen; † 3. Oktober 1780 ebenda) war eine friesische Dichterin. 

## Leben und Wirken
Cynthia Lenige wurde am 6. November 1755 als Tochter des Kaufmanns, Dichters und anderweitig künstlerisch begabten Dirk Lenige (1722–1799) und der Akke Rymersma (1724–1798) in der friesischen Ortschaft Makkum geboren und wuchs hier an der Seite ihrer Schwester und ihrer beiden Brüder in einer niederländischen Mennonitenfamilie auf. Aufgrund ihrer von jeher angeschlagenen Gesundheit besuchte sie nie die Schule, sondern wurde zuhause unterrichtet. Anfangs übernahm diese Aufgabe ihr Vater, ehe dieser in weiterer Folge von Teake Dooitzens, einem Lehrer an der lokalen Schule, unterstützt wurde. Während man ihr beibrachte Niederländisch zu schreiben, unterließ man es, ihr auch Latein beizubringen.
Bereits in ihrer Kindheit war Lenige, die zeitlebens nie geheiratet hatte, eine begeisterte Leserin. Durch ihren Vater ermutigt begann sie schon in jungen Jahren mit dem Verfassen eigener Gedichte; dabei zumeist für spezielle Anlässe wie Geburtstage, Geburten oder Hochzeiten. Später verfasste sie auch durchwegs satirische Gedichte und gehörte der in Makkum ansässigen Dichtervereinigung Konst voedt ’s menschen geluk an. Lenige hatte Kontakte zu anderen niederländischen Dichtern, darunter unter anderem der etwa gleichaltrige Willem Bilderdi, dem nachgesagt wurde, in Lenige verliebt gewesen zu sein. Lenige selbst wurde bei ihren Werken von Dichtern wie Hubert Kornelisz. Poot oder Lucretia Wilhelmina van Merken beeinflusst.
Noch in jungen Jahren erkrankte sie an der Ruhr, an deren Folge sie etwa einen Monat vor ihrem 25. Geburtstag am 3. Oktober 1780 starb. Ihr Vater veröffentlichte rund zwei Jahre nach ihrem Ableben zu ihrem Gedenken eine Zeichnung, die zugleich das einzige heute bekannte Bildnis der jungen Dichterin ist. Im selben Jahr veröffentlichte der Vater eine Werksammlung seiner Tochter mit dem Titel Mengeldichten. Die meisten der heute von ihr bekannten Werke wurden auf Niederländisch verfasst; nur wenige Werke auf Westfriesisch sind von ihr bekannt.

## Ehrungen
Heute trägt in ihrem Heimatstadt eine Straße zu ihren Ehren den Namen Cynthia Lenigestraat.
Am südlichen Ende der Doniakerk, der Kirche von Makkum, wurde zu ihren Ehren ein Gedenkstein in Form einer Grabsäule platziert. Unter der Kirchenorgel wurde der Grabstein ihres Vaters, der als einer der ersten friesischen Sonettdichter galt, aufgestellt.
Auch nach ihrem Tod wurden ihre Gedichte noch Jahrzehnte lang diskutiert; in der Buchreihe Keur van Nederlandsche Letteren wurde Lenige und ihrem Schaffen im Jahre 1828 ein komplettes Thema gewidmet.